# Forsia
Forsia, Forsea (egentligen "försyn", till exempel gudz forsea, Guds försyn) var i Sverige under 1500-talet en benämning på hushållerska, i synnerhet en katolsk prästs hushållerska eller frilla (älskarinna). För rättigheten att hålla sig en forsia brukade prästen erlägga en viss avgift till biskopen. En son till en präst och en forsia fick ofta tillstånd att, utan hinder av sin oäkta börd, inträda i sin faders stånd. I fall forsian överlevde prästen anslog socknen ibland en pension åt henne.